# Тіршенройт
Тіршенройт (нім. Tirschenreuth) — місто в Німеччині, розташоване в землі Баварія. Підпорядковується адміністративному округу Верхній Пфальц. Адміністративний центр району Тіршенройт.
Площа — 66,54 км2. Населення становить 8623 ос. (станом на 31 грудня 2020).